# Malédiction de la neuvième symphonie

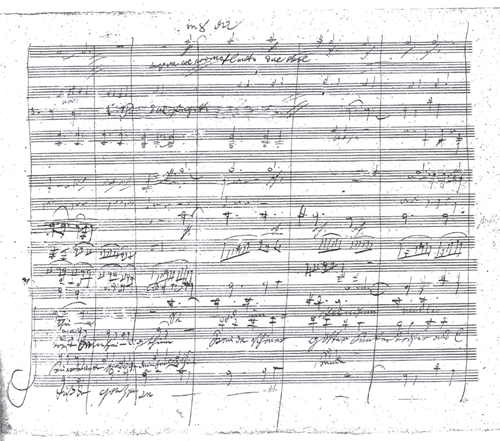
La Neuvième Symphonie de Beethoven

La malédiction de la neuvième symphonie est une superstition selon laquelle chaque compositeur, après Beethoven (disparu en 1827), mourra après avoir composé sa neuvième symphonie. Les exemples les plus souvent cités de cette « malédiction », en plus de Beethoven, sont Franz Schubert, Antonín Dvořák, Anton Bruckner et Gustav Mahler. 
Heitor Villa-Lobos, en 1952, fut le premier à faire mentir cette superstition en composant sa dixième symphonie cette année-là, sur un total de douze, suivi de près par Dmitri Chostakovitch, qui composa sa dixième symphonie l'année suivante.

## Gustav Mahler
Le plus célèbre exemple de superstition de ce type se trouve chez Gustav Mahler, qui, après avoir composé sa Symphonie no 8 en mi bémol majeur (1906–1907), craignit de s'attaquer à une Neuvième, et composa Das Lied von der Erde (Le Chant de la terre, 1908–1909), qualifiée en sous-titre de « symphonie pour contralto, ténor et grand orchestre ». Après avoir achevé cette œuvre symphonique sans que celle-ci fût comptabilisée en tant que symphonie, il composa sa Symphonie no 9 en ré majeur (1909–1910) — en fait sa dixième — considérant avoir trompé le sort. Cette symphonie fut cependant la dernière qu'il put achever, puisqu'il mourut durant la composition de la Symphonie no 10 en fa dièse majeur (1909–1910).

## Antécédents célèbres
Du point de vue de Mahler, les seules victimes de la « malédiction » avaient été Beethoven, Bruckner, et peut-être Louis Spohr. La Grande Symphonie en ut majeur (1825–1828) de Schubert, aujourd'hui numérotée 9, ou plus rarement 8, portait à l'époque le no 7. Dvořák, lui aussi auteur d'un corpus de neuf symphonies, considérait la partition de sa Symphonie no 1 en ut mineur « Les Cloches de Zlonice » (1865) comme perdue. Bruckner nourrissait également des inquiétudes au sujet de sa Symphonie no 9 en ré mineur (1887–1896), mais c'était à cause de la comparaison inévitable avec celle de Beethoven, à plus forte raison parce qu'elle était écrite dans la même tonalité ; il s'agissait, d'ailleurs, de sa onzième symphonie, puisque la numérotation ne commence qu'après sa Symphonie d'études en fa mineur (parfois dite « no 00 », 1863) et la Symphonie en ré mineur dite no 0 (1869, en fait la troisième, « annulée » par Bruckner et renumérotée a posteriori). Elle est d'ailleurs inachevée, le Finale restant à l'état d'esquisses et de fragments.

## Après Mahler
Dans un essai sur Mahler, Arnold Schönberg écrit : « Il semble que la neuvième soit une limite. Qui veut la franchir doit trépasser. Comme si la Dixième contenait quelque chose que nous ne devrions pas encore connaître, pour quoi nous ne serions pas prêts. Ceux qui ont écrit une Neuvième s'étaient trop approchés de l'au-delà. ».
Abel Gance réalise en 1918 un film intitulé La Dixième Symphonie, au titre largement inspiré de ce mythe.

## Contre-exemples
Haydn (avec cent six symphonies, la dernière portant le numéro 104) et Mozart (avec une cinquantaine de symphonies, la dernière portant le numéro 41) ne sont pas concernés, ayant vécu avant Beethoven.
Heitor Villa-Lobos est le premier à rompre avec cette légende, en composant en 1952 une 10e symphonie Sumé Pater Patrium, Amerindia, et compose deux autres symphonies en 1955 et 1957. Il est suivi en 1953 par Dmitri Chostakovitch, avec sa Symphonie no 10 (sur un total de 15). Le compositeur américain Alan Hovhaness atteint les 67 symphonies, et le compositeur et chef d'orchestre finlandais Leif Segerstam, mort le 9 octobre 2024, est le recordman des symphonies avec un total de 371 compositions.